# Scrooged – spökenas hämnd
Scrooged – spökenas hämnd (engelska: Scrooged) är en amerikansk komedifilm som hade biopremiär i USA 23 november 1988 i regi av Richard Donner. Filmen är en moderniserad filmatisering av Charles Dickens En julsaga från 1843. Huvudrollen spelas av Bill Murray.

## Rollista
| Bill Murray        | – Francis Xavier "Frank" Cross   |
| Karen Allen        | – Claire Phillips                |
| John Forsythe      | – Lew Hayward                    |
| John Glover        | – Brice Cummings                 |
| Bobcat Goldthwait  | – Eliot Loudermilk               |
| David Johansen     | – Spöke från tidigare jul        |
| Carol Kane         | – Spöke från nuvarande jul       |
| Robert Mitchum     | – Preston Rhinelander            |
| Nicholas Phillips  | – Calvin Cooley                  |
| Michael J. Pollard | – Herman                         |
| Alfre Woodard      | – Grace Cooley                   |
| Mabel King         | – Gramma                         |
| John Murray        | – James Cross                    |
| Wendie Malick      | – Wendie Cross                   |
| Brian Doyle Murray | – Mr. Cross, Frank och James far |